# Perón, sinfonía del sentimiento
Perón, sinfonía del sentimiento es una película documental de 1999, dirigida por Leonardo Favio, sobre la historia del peronismo. El documental no fue estrenado comercialmente por decisión del director. En cambio, fue estrenado con entrada gratuita el 6 de enero de 2000 en el cine Atlas Recoleta, a la vez que ha sido entregada para su exhibición en acontecimientos sociales y políticos. La película está dedicada a la memoria del expresidente Héctor J. Cámpora, del cantante Hugo del Carril, del pintor Ricardo Carpani y del escritor y periodista Rodolfo Walsh, así como "a los trabajadores, a los estudiantes, al Grupo Cine Liberación: Fernando Solanas, Gerardo Vallejo y Octavio Getino".

## Sinopsis
El film está organizado en dos partes, de trece bloques cada una. Comienza en 1916, con la elección de Hipólito Yrigoyen en la Argentina, primer presidente elegido democráticamente, la Primera Guerra Mundial y la Revolución rusa. Luego la película trata en detalle el crecimiento político de Juan D. Perón 1943, como Secretario de Trabajo y Vicepresidente dentro del gobierno militar conocido como Revolución del 43 y sobre todo sus dos gobiernos como presidente (1946-1952 y 1952-1955). La primera parte termina cuando Eva Duarte de Perón renuncia a la vicepresidencia en 1951, en medio de fuertes presiones militares.
La segunda parte comienza con los últimos años del segundo gobierno de Perón y su violento derrocamiento en 1955. Luego se refiere a sus años de exilio en España, las luchas sociales en Argentina para conseguir el regreso y la legalidad del peronismo (proscripto desde 1955), para finalizar la película con Perón vuelto a elegir presidente, en 1973, poco antes de morir, el 1 de julio de 1974, fecha en la que la finalizan los hechos descritos en el documental.

## Características
La película fue inicialmente encomendada a Favio en 1994, por el entonces gobernador de la Provincia de Buenos Aires, Eduardo Duhalde, pensando en los festejos programados para el 50 Aniversario del 17 de octubre de 1945, en 1995, fecha que el peronismo considera como Día de la Lealtad, con la idea de transmitirla por la televisión pública, por entonces denominada Argentina Televisora Color (ATC).   
Sin embargo Favio llevó el proyecto mucho más allá, hasta realizar una historia monumental que dura más de cinco horas y media.  
La obra fue concebida para ser exhibida por televisión en forma de capítulos. En 2009 el diario Página/12 editó una versión completa en 4 DVD. Leonardo Favio, autor de algunas de las películas consideradas entre las mejores de la historia del cine argentino, como Crónica de un niño solo y El romance del Aniceto y la Francisca, fue un reconocido militante peronista que expresa en esta película sus convicciones políticas, a la vez que busca presentar la historia del peronismo con abundante material documental y contextual. Favio utilizó para su realización 120 horas de material. La película alterna el relato histórico, con imágenes documentales, muchas veces procesadas y montadas sobre dibujos que buscan reforzar el sentido de las imágenes, todo ello sobre un fondo musical compuesto de modo articulado con conocidos temas de los estilos más diversos. Ha sido entregada por el director para su difusión y puede verse en varios sitios de Internet.